# Mezoregion Sul de Roraima

Mezoregion Sul de Roraima

Mezoregion Sul de Roraima – mezoregion w brazylijskim stanie Roraima, skupia 7 gmin zgrupowanych w dwóch mikroregionach. Liczy 125.711,1 km² powierzchni.

## Mikroregiony
- Caracaraí
- Sudeste de Roraima